# Ronan Keating
Ronan Patrick John Keating (sinh ngày 3 tháng 3 năm 1977, người gốc Ailen) được biết đến như một chuyên gia ghi âm nhạc Pop, ca sĩ, nhạc sĩ và nhà từ thiện. Keating lần đầu xuất hiện năm 1994 cùng với Keith Duffy, Mikey Graham, Shane Lynch và Stephen Gately, 5 ca sĩ của nhóm nhạc Boyzone. Sự nghiệp solo của anh bắt đầu vào năm 1999, và đã thu được trên 7 album studio. Keating đã đạt được sự chú ý trên toàn thế giới với bài hát "When you say nothing at all" được dùng làm nhạc nền trong bộ phim Notting Hill và đạt vị trí số một trong nhiều bảng xếp hạng. Bài hát solo của anh bán được hơn 20 triệu bản trên toàn thế giới.
Keating đã làm việc như một nhà vận động từ thiện, đáng chú ý nhất là quỹ Marie Keating Foundation, một trong những tổ chức giúp nâng cao nhận thức về bệnh ung thư vú. Nó được đặt theo tên mẹ Ronan, người đã chết vì căn bệnh này.

## Cuộc đời và sự nghiệp
Ronan Keating sinh ngày 3 tháng 3 năm 1977, là con út trong một gia đình. Anh lớn lên ở Dublin và County Meath. Cha của anh, Gerry Keating là một người lái xe tải còn mẹ anh Marie là một thợ cắt tóc lưu động. Anh có một chị gái Linda và ba người anh: Ciarán, Gerard và Gary.
Ronan Keating từng là một vận động viên điền kinh. Anh đã đại diện cho Ailen trong một số giải đấu và chiến thắng ở nội dung 200m chạy Điền kinh U13 toàn Ailen. Keating cũng đã từng tham gia thử giọng tại chương trình truyền hình Stars in Their Eyes.
- Khởi đầu sự nghiệp, kết hôn và tham gia ban nhạc Boyzone (1994-1999)
- Đơn diễn solo (1999-2006)
- Quay lại lần nữa với Boyzone và cái chết của Stephen Gately (2007 - 2010)
- Tiếp tục theo đuổi sự nghiệp solo (2010 - hiện nay)

Tháng 9 năm 2009, ngôi sao nhạc pop Ronan Keating đã đến Việt Nam lần đầu tiên (lưu lại 2 ngày) và hát trong chung kết Miss Earth 2010 diễn ra vào ngày 4 tháng 12 năm 2010 tại Vinpearl, Nha Trang.